# Blanchard Ryan
Blanchard Ryan (ur. 12 stycznia 1967 w Bostonie) – amerykańska aktorka.

## Filmografia
- Remembering Sex (1998) jako Brill
- On a Sidewalk in the Fall  (1998)
- Big Helium Dog (1999) jako piękna tancerka
- Exceed (2001) jako Commercial Mom
- My Sister's Wedding (2001) jako Diana Dytwicz
- Straż wiejska (Super Troopers, 2001) jako Casino La Fantastique Sally
- Bun-Bun (2003) jako Mother 2
- Ocean strachu (Open Water, 2003) jako Susan
- Święto piwa (Beerfest, 2006) jako Krista Krundle
- No Exit (2008) jako Leigh
- Zamieszanie na Brooklynie (The Brooklyn Heist lub Capers, 2008) jako Samantha
- Miłosna pułapka (Fatal Kiss lub Love to Kill, 2008) jako Frances Sweet
- Gra o życie (Pistol Whipped, 2008) jako Liz